# オーギュスタン・シャラメル
オーギュスタン・シャラメル（仏：Augustin Challamel、1818年3月18日 - 1894年10月19日）は、フランスの歴史学者、弁護士、図書館員。サン＝ジェヌヴィエーヴ図書館の学芸員やフランス文学者協会（SGDL）の委員長を務め、ジュール・ロベール（Jules Robert）というペンネームでもいくつかの著書を書いている。
彼の著書は通俗的な作品が多く、大きな成功を収めた。なかでも、1841年から10年間にわたって刊行された「フランス革命博物館」などのいくつかの著書は、多数の挿絵によって飾られている。「フランス服飾史」、「ガロ・ローマ時代から現代までの女性のトイレタリー」（1874年版：図版12点、1880年新版：カラー図版21点）、「フランス人たちの回顧録」（1865-1873年）、「フランスとフランス人の数世紀」（1882年）などは、フランスの社会史について書かれた最初期のものである。そのため、彼には独創性は乏しいものの、先駆的な業績を遺したと言える。

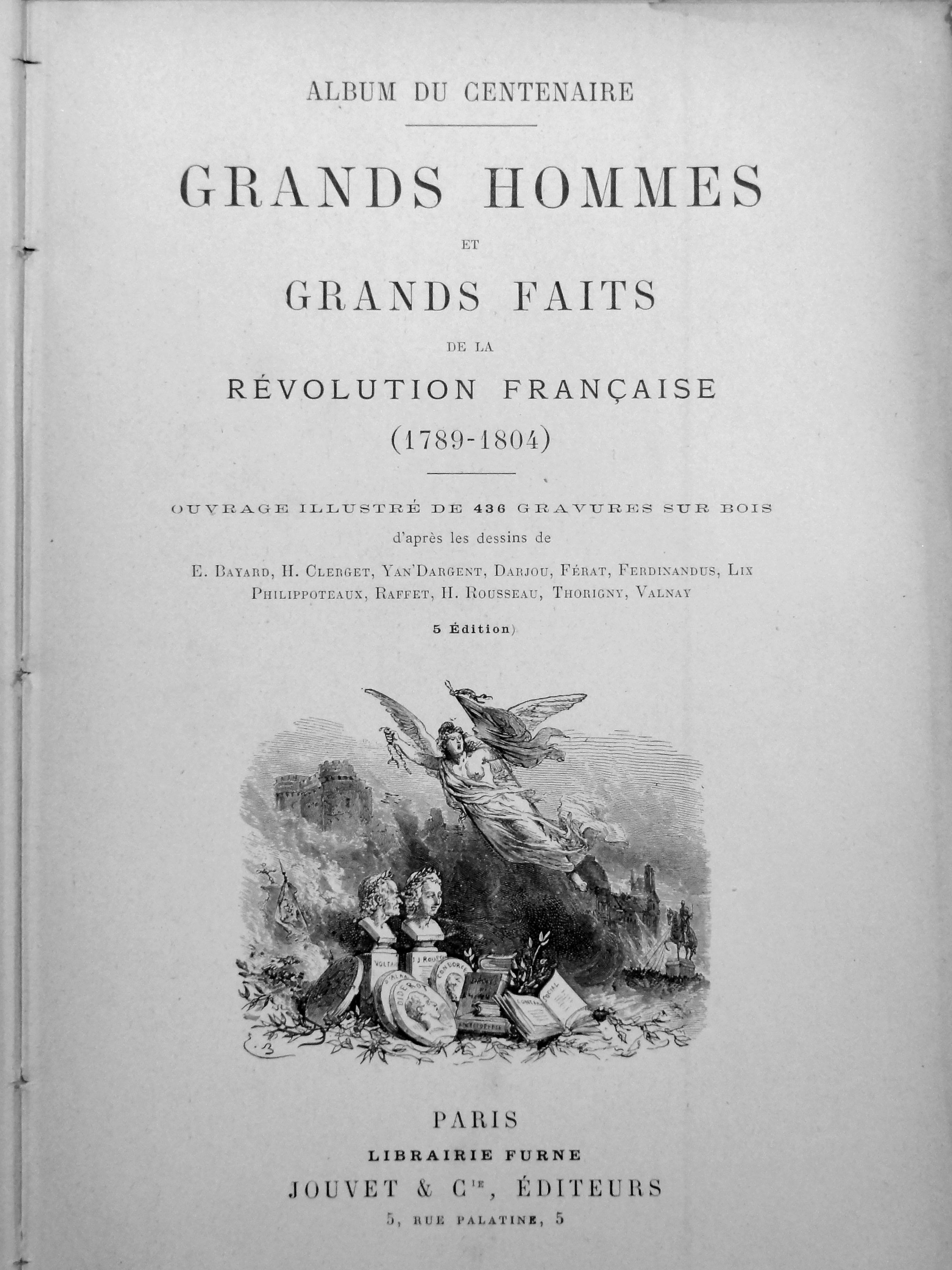
『100周年記念アルバム』
扉絵はエミール・バヤール

1889年には、デジレ・ラクロワと組んで、「フランス革命100周年記念アルバム」を出版した。これはフランス革命における偉人たちと史実をまとめたもので、略歴を添えた300名の肖像画を含む436点の木版画が挿入されている。
オーギュスタン・シャラメルは1894年10月19日にパリで没した。

## 著書
- 1839年 テニエらによるもっとも美しいタブロー（Les plus jolies tableaux de Teniers, etc.）
- 1840年 1840年のサロンのアルバム（Album du salon de 1840）
- 1841年 フランスの不思議（Les Merveilles de la France）
- 1841-42年 フランス共和国歴史博物館 - 貴族院から帝国まで（1789-1804年）（Histoire-Musée de la République française depuis l'Assemblée des notables à l'Empire, 1789-1804）
- 1841年 サン＝ヴァンサン・ド・ポール（Saint-Vincent de Paul）
- 1843年 革命時におけるフランス人（Les français sous la Révolution）ヴィルヘルム・テニントとの共著。イラスト：アンリ・バロン（フランス語版）、版画：レオポール・マサール（フランス語版）
- 1843年 スペインの夏（Un été en Espagne.）
- 1851年 イザベラ・ファルネーゼ（Isabelle Farnèse.）
- 1852年 フランス史（Histoire de France.）
- 1859年 戯曲：バラの木（Le Rosier）
- 1860年 ピエモンテとサヴォイア家の歴史（Histoire du Piémont et de la maison de Savoie.）
- 1860年 フロンドの逸話的な歴史（Histoire anecdotique de la Fronde, 1643-1653.）
- 1860年 聖ペテロから現代にいたる、教皇の知られざる歴史（Histoire inédit des papes depuis saint Pierre à nos jours.）
- 1861年 聖ペテロからイタリア王国の宣言（イタリア語版）にいたる、教皇の人気のある歴史（Histoire populaire des papes depuis saint Pierre à la Proclamazione del Regno d'Italia.）
- 1861年 勇気ある摂政（La régence galante.）
- 1862年 偉大な船長たちの恋人（Les grands capitaines amoureux.）
- 1863年 浜辺の恋（Le roman de la plage.）
- 1865-1873年 フランス人の起源から現代までの回顧録（Mémoires du peuple français depuis son origine à nos jours.）全8巻。1871年アカデミー・フランセーズにてテルアンヌ賞（フランス語版）受賞
- 1873年 古い大通りの寺院（L'ancien boulevard du Temple.）
- 1874年 フランスの服飾史（Histoire de la mode en France, Bureau du Magasin des Demoiselles.）
- 1875年 大道芸人たち（Les amuseurs de la rue.）
- 1875年 無人島の王（Le roi d'une île déserte.）
- 1877年 モーベール広場（フランス語版）の伝説（Les légendes de la place Maubert.）
- 1879年 グレーヴ広場（フランス語版）の幽霊（Les revenants de la place de Grève.）
- 1880年 コルベール（Colbert.）
- 1883年 フランスとフランス人の数世紀（La France et les Français à travers les siècles, 2 volumes.）全2巻。
- 1883年 縮約フランス史（Précis d'histoire de France.）
- 1884年 昔話（Récits d'autrefois.）
- 1885年 ユゴー信者のスーヴェニール - 1830年代（Souvenirs d’un hugolâtre, la Génération de 1830）
- 1886年 起源から1789年までのフランスの自由の歴史（Histoire de la liberté en France depuis les origines à 1789.）
- 1886年 1789年から現代までのフランスの自由の歴史（Histoire de la liberté en France depuis 1789 à nos jours.）
- 1887年 中世のカラスが眺めたフランス（La France à vol d'oiseau au moyen âge.）
- 1888年 ウェレダ（Velléda.）
- 1889年 100周年記念アルバム - フランス革命の偉人たちと偉大な史実（Album du Centenaire. Grands hommes et grands faits de la Révolution Française. Avec D. Lacroix.）
- 1894年 祖国万歳！（Vive la patrie!.）
- 1895年 反革命クラブ（Les clubs contre-révolutionnaires.）